# 2013年肯塔基打吡
第139屆肯塔基打吡賽馬比賽（由於贊助商的緣故，其全名為百勝協辦之肯塔基打吡）是於2013年5月4日北美東部時區6時33分於邱吉爾園馬場舉辦的的比賽，這場比賽並獲得了國家廣播公司節目的電視轉播。最後由寶球以2分2秒89的成績拿下冠軍並奪得140萬美元的獎金，金輝精神（Golden Soul）以及革命先驅（Revolutionary）則分別拿下第二名與第三名。這次參與比賽的觀眾人數約有151,616人，而受到2013年波士頓馬拉松爆炸案的影響使得觀眾不得任意攜帶冰桶箱或者是大型皮包。